# Asperthorax
Asperthorax is een geslacht van spinnen uit de familie hangmatspinnen (Linyphiidae).

## Soorten
De volgende soorten zijn bij het geslacht ingedeeld:
- Asperthorax borealis Ono & Saito, 2001
- Asperthorax communis Oi, 1960
- Asperthorax granularis Gao & Zhu, 1989